# Gongju
Gongju (kor. 공주시, Gongju-si) – miasto w Korei Południowej, w prowincji Chungcheong Południowy. Miasto zajmuje powierzchnię 940,71 km², a zamieszkuje je 131 tys. mieszkańców (2003).

## Nowa stolica Yeongi-Gongju
11 sierpnia 2004 południowokoreański premier Lee Hae-chan ogłosił decyzję o przeniesieniu stolicy z Seulu do Gongju i powiatu Yeongi-gun począwszy od 2007. Nowa stolica powstać ma na wyznaczonym obszarze o powierzchni 71 km². Prace budowlane mają trwać aż do 2030. Pierwsza faza budowy ma być ukończona w 2012 i prawdopodobnie wtedy przeniesione zostaną najważniejsze budynki administracji rządowej, a być może również parlament i sąd najwyższy.
Za główną przyczynę zmiany stolicy podaje się przerost Seulu, który dominuje gospodarczo nad resztą kraju. Ponadto wzrost liczby ludności powoduje trudności w przemieszczaniu się po dotychczasowej stolicy. Oficjalnie nie podaje się jednak, że w nowym miejscu rząd i administracja znajdzie się poza bezpośrednim zasięgiem artylerii północnokoreańskiej.
Koszty przeniesienia stolicy szacuje się na 45-94 miliardów dolarów. Wywołało to zatem sprzeciw partii opozycyjnych i części ludności, którzy twierdzą, że tak poważny projekt jak przenosiny stolicy powinien być zatwierdzony w ogólnonarodowym referendum. Sondaże opinii publicznej wskazują, że przeciwnicy zmiany stolicy mają nieznaczną przewagę. Pod koniec 2004 rząd ogłosił, że Seul pozostanie nadal oficjalną stolicą kraju i że pozostanie tu część urzędów, ale jednak reszta zostanie przeniesiona do Gongju.